# Somatidia lineifera
Somatidia lineifera är en skalbaggsart som beskrevs av Thomas Broun 1909. Somatidia lineifera ingår i släktet Somatidia och familjen långhorningar. Inga underarter finns listade i Catalogue of Life.